# Darisodes brunneata
Darisodes brunneata är en fjärilsart som beskrevs av W. Warren 1902. Darisodes brunneata ingår i släktet Darisodes och familjen mätare. Inga underarter finns listade i Catalogue of Life.